# Отрадное (Хабаровский край)

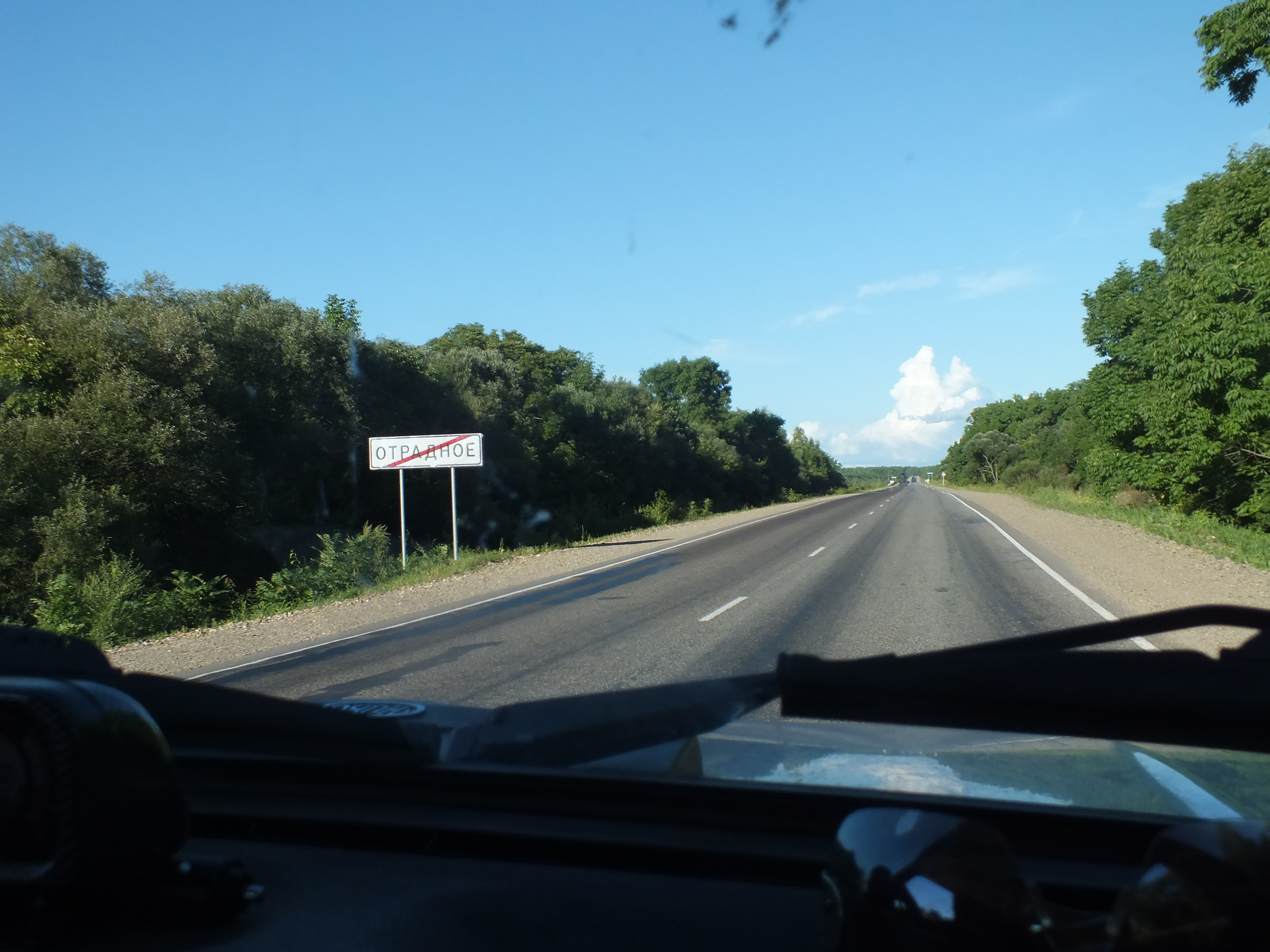
Дорожный указатель на автотрассе «Уссури».

Отра́дное — село в Вяземском районе Хабаровского края России.

## География
Село Отрадное стоит на автотрассе «Уссури», в 3 км к югу от административного центра района — города Вяземский.

## История
В 1900—1901 гг. большое количество переселенцев из Полтавской и Киевской губерний добирались до Хабаровска, откуда по новой железной дороге следовали через станцию Вяземская в сторону Владивостока, выходя на отдельных разъездах и станциях. Так, часть переселенцев обосновалась в селе Отрадном. О происхождении названия села имеются два мнения. Одни считают, что первым крестьянам-переселенцам очень нравилась выбранная местность. Отрадно, привольно — так определили новосёлы свой участок. Отсюда и название села — Отрадное.
В 1907 г. открылась начальная школа. Она размещалась в общественном доме; учились в ней в основном крестьянские дети. Военные события 1905 г., война 1914 г., революция 1917 г. и гражданская война сильно подорвали экономический и духовный уклад жизни сельчан. В 1922 г. началось восстановление хозяйства. По совместной договорённости крестьян, при поддержке местных исполнительных органов вновь поднятые земли на полях Отрадного предоставили пчелосовхозу под посевы медоносов. В 1925 г. в Отрадном насчитывалось 212 хозяйств, трудоспособное население составляло: 532 мужчины и 478 женщин. В селе был сельский совет, дома располагались на пяти улицах. В 1931 г. был организован колхоз «Наука». На фронт в действующую армию из Отрадного ушли 72 человека, 52 из них погибли.

## Население
| 1926 | 1992  | 2002  | 2010 | 2011 | 2012 | 2013 |
| ---- | ----- | ----- | ---- | ---- | ---- | ---- |
| 1010 | ↗1200 | ↘1031 | ↘860 | ↘859 | ↘816 | ↘807 |
| 2014 | 2015  | 2016  | 2017 | 2018 | 2019 | 2020 |
| ↘801 | ↗812  | ↗815  | ↘800 | ↘794 | ↗799 | ↘797 |
| 2021 |       |       |      |      |      |      |
| ↘761 |       |       |      |      |      |      |

## Экономика
- Сельское хозяйство